# Лисичанск
Лисичанск (укр. Лисичанськ, рус. Лисичанск) је град у Украјини, у Луганској области, дефакто под контролом Русије. Према процени из 2012. у граду је живело 105.119 становника. Град се од 2. јула 2022. налази под управом Луганске Народне Републике (ЛНР).

## Становништво
Према процени, у граду је 2012. живело 105.119 становника.
| 1979.   | 1989.   | 2001.   | 2012.   |
| ------- | ------- | ------- | ------- |
| 119.487 | 126.503 | 115.229 | 105.119 |